# Central European Football League 2014
La Central European Football League 2014 è stata la nona edizione dell'omonimo torneo di football americano. La sua finale è denominata CEFL Bowl IX.
Ha avuto inizio il 29 marzo e si è conclusa il 20 luglio con la finale di Ivančna Gorica vinta per 27-17 dai serbi Beograd Vukovi sugli sloveni Ljubljana Silverhawks.

## Squadre partecipanti
| Club                  | Città      | Stadio | Sponsor ufficiale | Risultato nella stagione 2013 |
| --------------------- | ---------- | ------ | ----------------- | ----------------------------- |
| Beograd Vukovi        | Belgrado   |        |                   |                               |
| Budapest Wolves       | Budapest   |        | Docler            |                               |
| Ljubljana Silverhawks | Lubiana    |        |                   |                               |
| Kragujevac Wild Boars | Kragujevac |        |                   |                               |

## Stagione regolare

### Calendario

#### 1ª giornata
| Belgrado 29 marzo 2014 | Beograd Vukovi | 64 – 19 (21-6 21-7 15-6 7-0) referto | Budapest Wolves | Ada Ciganlija |

#### 2ª giornata
| Belgrado 12 aprile 2014 | Beograd Vukovi | 17 – 16 (0-3 7-0 10-13 0-0) referto | Kragujevac Wild Boars | Ada Ciganlija |

#### 3ª giornata
| Kodeljevo 19 aprile 2014 | Ljubljana Silverhawks | 15 – 6 (2-6 6-0 0-0 7-0) referto | Beograd Vukovi | Športni park |

| Budapest 19 aprile 2014 | Budapest Wolves | 22 – 26 (3-0 3-6 9-6 7-14) referto | Kragujevac Wild Boars | Láng-Vasas Sporttelep |

#### 4ª giornata
| Kragujevac 3 maggio 2014 | Kragujevac Wild Boars | 30 – 24 (16-6 0-6 0-0 14-12) referto | Beograd Vukovi | Čika Dača |

#### 5ª giornata
| Budapest 10 maggio 2014 | Budapest Wolves | 0 – 41 (0-13 0-7 0-7 0-14) referto | Ljubljana Silverhawks | Láng-Vasas Sporttelep |

#### 6ª giornata
| 17 maggio 2014 | Kragujevac Wild Boars | 35 – 0 (a tavolino) | Budapest Wolves |  |

#### 7ª giornata
| Kodeljevo 25 maggio 2014 | Ljubljana Silverhawks | 33 – 40 (0-3 7-27 13-0 13-10) referto | Kragujevac Wild Boars | Športni park |

#### 8ª giornata
| Belgrado 1º giugno 2014 | Beograd Vukovi | 48 – 20 (7-8 28-0 7-6 6-6) referto | Ljubljana Silverhawks | Ada Ciganlija |

#### 9ª giornata
| 22 giugno 2014 | Kragujevac Wild Boars | 9 – 30 | Ljubljana Silverhawks |  |

| Budapest 22 giugno 2014 | Budapest Wolves | 14 – 50 (14-14 0-21 0-8 0-7) referto | Beograd Vukovi | Láng-Vasas Sporttelep |

#### 10ª giornata
| Radomlje 28 giugno 2014 | Ljubljana Silverhawks | 55 – 6 (14-0 27-0 7-0 7-6) referto | Budapest Wolves | Sports Park |

### Classifica
La classifica della regular season è la seguente:
- PCT = percentuale di vittorie, G = partite giocate, V = partite vinte, P = partite perse, PF = punti fatti, PS = punti subiti

| Pos. | Squadra               | PCT  | G | V | P | PF  | PS  |
| ---- | --------------------- | ---- | - | - | - | --- | --- |
| 1    | Beograd Vukovi        | .667 | 6 | 4 | 2 | 209 | 114 |
| 2    | Ljubljana Silverhawks | .667 | 6 | 4 | 2 | 194 | 109 |
| 3    | Kragujevac Wild Boars | .667 | 6 | 4 | 2 | 156 | 126 |
| 4    | Budapest Wolves       | .000 | 6 | 0 | 6 | 61  | 271 |

## CEFL Bowl IX
| Ivančna Gorica 20 luglio 2014 | Ljubljana Silverhawks | 17 – 27 (10-7 7-0 0-7 0-13) referto | Beograd Vukovi |  |

## Verdetti
- Beograd Vukovi Vincitori del CEFL Bowl IX (6º titolo)